# Contignano
Contignano è una frazione del comune italiano di Radicofani, nella provincia di Siena, in Toscana.

## Geografia fisica
Contignano si trova nell'alta Val d'Orcia ed è posta su una collinetta sulla riva sinistra del fiume Orcia, da cui dista pochi chilometri, lungo il percorso di un tratto secondario della Via Francigena.

## Storia
Le origini di Contignano sono antichissime e sicuramente antecedenti alla costruzione dell'Abbadia San Salvatore sul Monte Amiata (979). Alcuni studiosi ritengono che una villa romana, risalente al II-III secolo, sia stata il primo insediamento. Questa villa era posta un po' più in basso rispetto a dove sarebbe sorto il castello di cui ancora oggi esistono il cassero, le porte e la cinta muraria. Tra i primi atti documentati nella storia di Contignano c'è la vendita da parte del conte Ildebrando IV Aldobrandeschi dei terreni di Contignano a Foscolo di Pietro Lambardi, un signore appartenente alla piccola nobiltà locale, in data 29 settembre 1028. Successivamente il figlio di Foscolo e sua moglie Maiza donarono all'abbazia di San Salvatore le loro proprietà, tra cui quella di Contignano, che rimase al monastero per quasi tre secoli. Il controllo dell’Abbazia sui terreni di Contignano finì nel 1303, poiché vennero affidati alla famiglia dei Farnese, attraverso una delibera del Consiglio Generale del Comune di Siena del 28 maggio, diventandone effettivi proprietari. Nel 1339 si parla per la prima volta del castello di Contignano in un documento in cui Pietro del fu Ranuccio di Farnese conferisce l'incarico a due ambasciatori di sottoporre il castello, la sua corte e distretto al Comune di Siena. I Farnese rimasero signori di Contignano fino al 6 agosto 1390 quando lo vendettero a Cione di Sandro Salimbeni, ricchissimo e potente cittadino senese. Il figlio Cocco in aperta ostilità con il Comune di Siena fu costretto a sottomettere ai Senesi i suoi numerosi castelli e terre, tra cui Contignano, firmando la pace nel 1404. Cocco riprese a combattere contro i Senesi ma nel 1409 la popolazione di Contignano si ribellò ai Salimbeni e il 7 dicembre dello stesso anno inviò a Siena tre ambasciatori per offrire la loro sottomissione e giurare fedeltà. 
Da quel momento Contignano diviene libero Comune del territorio della Repubblica senese.  Nel 1608 il Granduca Ferdinando I conferma l'autonomia di Contignano finché il Granduca Leopoldo II d'Asburgo-Lorena in data 1º gennaio 1778 lo sopprimerà insieme a molti altri comunelli dello Stato toscano. Il 30 marzo 1501, nonostante i patti, i senesi vendono le terre di Contignano, ma non il Castello, ad Antonio Giordano da Venafro, personaggio di risalto nella Siena del Cinquecento che, nel 1515, dopo una contesa con Borghese Petrucci lascia Siena e le sue terre. Successivamente la proprietà passa alla famiglia senese Bianchi – Bandinelli.

## Monumenti e luoghi d'interesse
- Castello di Contignano

- Chiesa di Santa Maria Assunta

## Cultura

### Eventi
- Sagra del raviolo
- Presepe vivente
- Festa medievale
- Passeggiata di primavera